# 肅北設治局
肃北设治局，民國時設置於甘肃省的設治局，位于甘肃西部，今肃北蒙古族自治县。

## 历史沿革
民国二十六年（1937年）10月，析安西、玉门等县北部马鬃山一带地区成立马鬃山设治局，局所驻公婆泉（今甘肃省肃北蒙古族自治县东北马鬃山镇驻地公婆泉）。民国二十七年（1938年）2月，更名为肃北设治局。因地处肃州西北而得名，隶属于甘肃省第七行政督察区。民国二十八年（1939年）6月，徙治将军台。民国三十年（1941年）3月，设治局机关移至安西县三道沟镇。民国三十八年（1949年）3月18日，撤销设治局三道沟的办公地点，由安西县县长兼任设治局局长。1950年7月，改置为肃北自治区。